# XXV millennio a.C.
Il XXV millennio a.C. inizia il 1º gennaio dell'anno 25000 a.C. e termina il 31 dicembre dell'anno 24001 a.C. incluso.

## Avvenimenti
- Europa: Probabile scomparsa (ipotesi di scomparsa più recente) dell'Uomo di Neanderthal; l'Homo sapiens sapiens resta il solo rappresentante della specie umana sulla Terra.
- Australia: La colonizzazione umana si diffonde rapidamente in Australia, incluse la costa sud-orientale, la Tasmania e le terre alte della Nuova Guinea.